# Гамлог (Джорджія)
Гамлог (англ. Gumlog) — переписна місцевість (CDP) в США, в окрузі Франклін штату Джорджія. Населення — 2358 осіб (2020).

## Географія
Гамлог розташований за координатами 34°29′54″ пн. ш. 83°5′33″ зх. д. / 34.49833° пн. ш. 83.09250° зх. д. (34.498227, -83.092531).  За даними Бюро перепису населення США в 2010 році переписна місцевість мала площу 41,62 км², з яких 34,83 км² — суходіл та 6,79 км² — водойми.

## Демографія
Згідно з переписом 2010 року, у переписній місцевості мешкало 2146 осіб у 888 домогосподарствах у складі 628 родин. Густота населення становила 52 особи/км².  Було 1574 помешкання (38/км²).
Расовий склад населення:
| - 91,2 % — білих - 5,3 % — чорних або афроамериканців - 0,3 % — корінних американців - 0,3 % — азіатів - 1,0 % — осіб інших рас |

До двох чи більше рас належало 1,9 %. Частка іспаномовних становила 1,4 % від усіх жителів.
За віковим діапазоном населення розподілялося таким чином: 19,5 % — особи молодші 18 років, 59,2 % — особи у віці 18—64 років, 21,3 % — особи у віці 65 років та старші. Медіана віку мешканця становила 47,8 року. На 100 осіб жіночої статі у переписній місцевості припадало 97,4 чоловіків;  на 100 жінок у віці від 18 років та старших — 97,7 чоловіків також старших 18 років.
Середній дохід на одне домашнє господарство  становив 52 893 долари США (медіана — 45 273), а середній дохід на одну сім'ю — 57 890 доларів (медіана — 52 368). За межею бідності перебувало 25,2 % осіб, у тому числі 35,5 % дітей у віці до 18 років та 11,2 % осіб у віці 65 років та старших.
Цивільне працевлаштоване населення становило 783 особи. Основні галузі зайнятості: освіта, охорона здоров'я та соціальна допомога — 20,3 %, будівництво — 19,3 %, виробництво — 18,9 %.